# Ludwig Ferdinand Graf

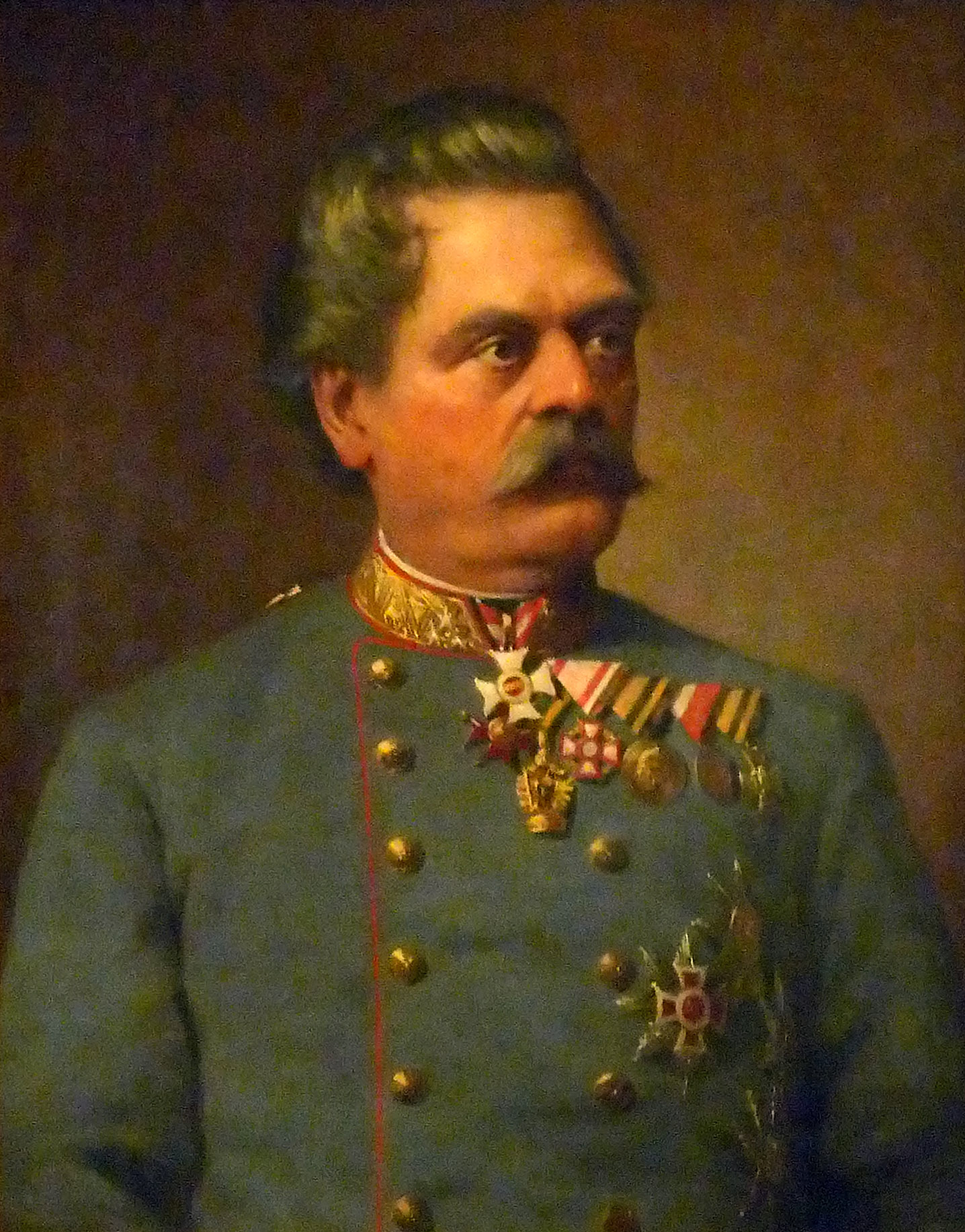
Porträt Franz Kuhn von Kuhnenfeld, 1890.

Ferdinand Ludwig Graf (* 29. Dezember 1868 in Wien; † 19. November 1932 ebenda) war ein österreichischer Maler.

## Leben
Der Sohn des Malers Ludwig Graf studierte an der Akademie der bildenden Künste in Wien bei August Eisenmenger, Christian Griepenkerl und Leopold Carl Müller. Er besuchte auch die Académie Julian in Paris. Stilistisch orientierte er sich zuerst am Impressionismus, pflegte aber in späteren Jahren einen von Paul Cézanne beeinflussten, expressiven und farbkräftigen Malduktus. 1901 wurde er Mitglied des Hagenbundes, 1909 dessen Präsident und 1930 Ehrenmitglied.

## Werke (Auswahl)
- Porträt des Kriegsministers Franz Kuhn von Kuhnenfeld, Öl auf Leinwand, ca. 70 × 50 cm, Wien: Heeresgeschichtliches Museum (1890)
- Schwimmbad, Öl auf Leinwand, 135 × 160 cm, Wien: Belvedere Inv. Nr. 1102 (1905)
- Ländliches Interieur, Öl auf Leinwand, 152 × 120 cm, Wien: Belvedere, Inv. Nr. 1064 (1909)
- Der Inn bei Suben gegen Norden, Öl auf Pappe, 56 × 79,5 cm, Wien: Belvedere, Inv.Nr. 3166 (1930)